# Gacka (rzeka)
Gacka – rzeka w Chorwacji, w regionie Lika. Jej długość wynosi 55,4 km.
Jej źródła znajdują się u podnóży góry Venac (906 m) w południowo-wschodniej części Gacko polje. Na Gacce zbudowano sztuczne zbiorniki wodne Šumećica i Vivoze. Częściowo skanalizowano ją, aby zasilić sztuczny zbiornik Gusić-polje oraz dostarczyć wodę do elektrowni wodnej Senj w pobliżu miejscowości Sveti Juraj. Występujące w rzece gatunki ryb to pstrąg potokowy i tęczowy, leszcz, lin, szczupak pospolity.